# Meteorus tydeus
Meteorus tydeus är en stekelart som beskrevs av Nixon 1943. Meteorus tydeus ingår i släktet Meteorus och familjen bracksteklar. Inga underarter finns listade i Catalogue of Life.